# Проскуровский, Михаил Давыдович
Михаил Давыдович Проскуровский (1894 — 29.08.1938) — советский хозяйственный деятель, кавалер ордена Ленина (07.06.1931).
Родился в с. Умань Киевской губернии.
Образование незаконченное высшее. Член РКП(б) с 1918 года.
С 1928 по 1931 год директор завода «МОСЭэлектропром № 1» имени Лепсе.
Постановлением от 07.06.1931 «О награждении комсомольской ударной бригады и отдельных работников завода им. Лепсе и отдельных работников завода № 22 в связи с выполнением этими заводами плана пятилетки в 2½ года» награждён орденом Ленина.
С 1931 г. начальник 19-го Главного управления Наркомата оборонной промышленности СССР.
Делегат XVII съезда ВКП(б) 26.01 — 10.02.1934 (с совещательным голосом).
Арестован 9 июня 1938 года. Расстрелян 29.08.1938. Место захоронения: Коммунарка.